# 長慶寺 (大田区)
長慶寺（ちょうけいじ）は、東京都大田区にある日蓮宗の寺院。

## 概要
安土桃山時代、十法院日親によって開山された。
当初は碑文谷法華寺の近くにあったが、まもなく現在地に移転した。碑文谷法華寺が当寺の末寺であったが、当時の碑文谷法華寺は不受不施派だったため、幕府の不受不施派禁教令により、天台宗寺院「円融寺」になってしまったため、池上本門寺に本寺替となった。

## 交通アクセス
- 西馬込駅より徒歩15分。